# Iconisch kapiteel

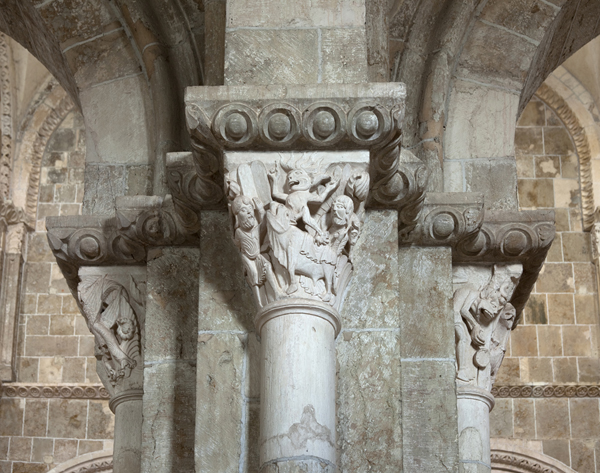
Figuratieve kapitelen in de Basiliek Sainte-Marie-Madeleine van Vézelay met o.a. een afbeelding van Mozes en het gouden kalf

Een iconische kapiteel of figuratief kapiteel is een kapiteeltype met figuratieve afbeeldingen van mensen, dieren, fantasiewezens en/of planten. Vaak worden Bijbelse of allegorische thema's uitgebeeld. Kapitelen met afbeeldingen van uitsluitend planten, al dan niet gestileerd, worden niet tot de iconische kapitelen gerekend (zie: bladwerkkapiteel). De naam voor dit type kapiteel is afgeleid van de iconografie, de wetenschap die zich bezighoudt met de betekenis van afbeeldingen in de beeldende kunst. 
Het iconische kapiteel is voorzien van figurale versieringen van dieren, koppen of mensen, maar ook uit alle denkbare verhalen zijn kapitelen gestileerd. Diverse taferelen uit de profane of gewijde geschiedenis of allegorische voorstellingen zijn er voor kapitelen gebruikt. Dit omvat onder meer ook de mythologie, de heldendaden van heersers, heiligenlevens, Bijbelse taferelen en meer. Ook enge monsters en vreemde koppen komen regelmatig voor. Vaak werden de kapitelen bont beschilderd waardoor de gebeeldhouwde voorstelling sterker naar voren kwam. 
In sommige kerken hadden gebeeldhouwde kapitelen de functie van biblia pauperum, de bijbel der armen en ongeletterden. In de kapitelen werden afbeeldingen uitgehakt van Bijbelse personen, heiligen of christelijke verhalen. Een beroemd voorbeeld hiervan is de Basiliek van Vézelay, waar op bijna elk kapiteel in het schip een Bijbelse of symbolische afbeelding is afgebeeld.

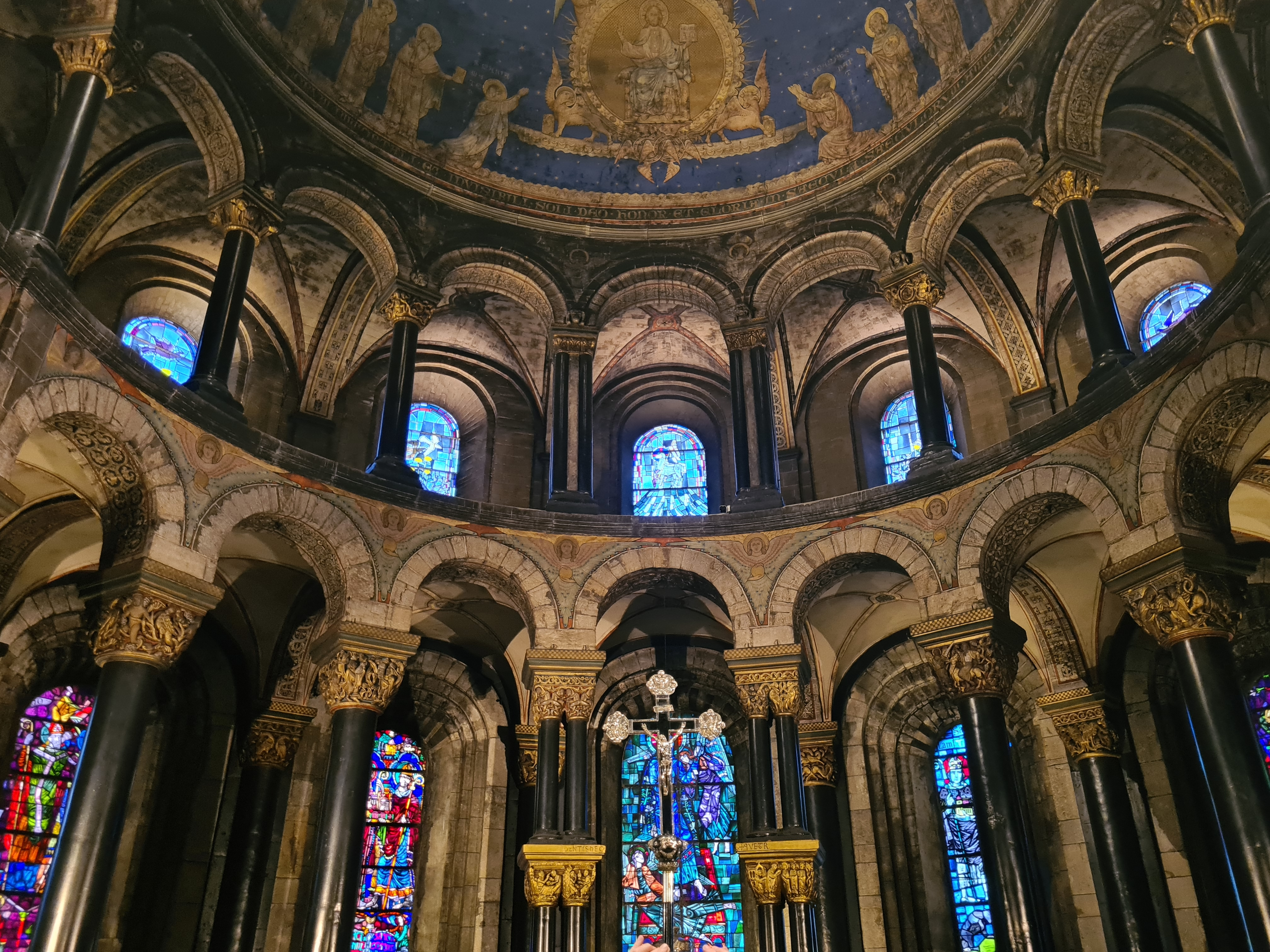
Iconische kapitelen in de kooromgang van de Onze-Lieve-Vrouwebasiliek in Maastricht

In Nederland bevinden zich belangrijke iconische kapitelen in de twee voormalige kapittelkerken van Maastricht: de Onze-Lieve-Vrouwebasiliek en de Sint-Servaasbasiliek. Het koor van eerstgenoemde kerk bezit een serie romaanse kapitelen van hoog niveau met deels Bijbelse taferelen, deels symbolische afbeeldingen van de strijd tussen mens en natuur. De 34 kapitelen in het westwerk van de Sint-Servaaskerk hebben kunsthistorici, waaronder de kenner van de Maaslandse kunst prof. J.J.M. Timmers, lange tijd voor raadsels gesteld. De Leidse kunsthistorica Elizabeth den Hartog wist een groot deel van deze afbeeldingen (met onder andere vogels, dierenparen, monsters, mensen en mensachtige wezens, soms met hun dagelijkse bezigheden, soms in gevecht met dieren en planten) te duiden. Een aantal afbeeldingen bleek ontleend aan Augustinus' De Civitate Dei; andere aan middeleeuwse bestiaria. Sommige afbeeldingen bleven onverklaard, zoals die van een zittende aap die een hond vastgrijpt naast een blinde man, of die met Blemmyae (hoofdeloze wezens met een gezicht op de buik) die worden aangevallen door Cynocefalen. In Maastricht hadden de kapitelen zeker niet de functie van biblia pauperum: zowel het koor van de Onze-Lieve-Vrouwekerk als het westwerk van de Sint-Servaas waren uitsluitend toegankelijk voor de proost en de kanunniken, geletterde mensen, die de symbolische betekenis van de afbeeldingen zeker gekend zullen hebben.